# Studia niestacjonarne
Studia niestacjonarne (daw. zaoczne) – forma studiów wyższych, inna niż studia stacjonarne.
Zajęcia odbywają się w tym przypadku zazwyczaj w systemie zjazdów trwających od piątkowego popołudnia (lub soboty) do niedzieli. Popularna jest również forma zajęć zdalnych w formule on-line (asynchronicznie lub Real-Time-Online), które nie wymagają obecności na uczelni.